# زي باولو
زي باولو (بالبرتغالية: Zé Paulo‏) هو لاعب كرة قدم برازيلي في مركز الوسط، ولد في 26 أبريل 1994 في ريو دي جانيرو في البرازيل. لعب مع نادي كورينثيانز.

## وصلات خارجية
- زي باولو على موقع قاعدة بيانات كرة القدم.إي يو (الإنجليزية)
- زي باولو على موقع Soccerway.com (الإنجليزية)